# 恋の始まり 夢の終わり
『恋の始まり 夢の終わり』（こいのはじまり ゆめのおわり、原題：植劇場－荼蘼）は台湾のテレビドラマ。
2016年10月7日から2016年 11月11日まで台湾の台視で放送された。日本では2017年2月4日から2017年3月12日 までアジアドラマチックTVで放送された。全12話。

## あらすじ
建築事務所に勤めるタン・ヨウイェン（湯有彦）は、コンビニでジェン・ルーウェイ（鄭如薇）と出会う。ルーウェイはいつもコンビニでカップ麺を工夫して食べており、二人は次第に仲良くなっていく。
3年後、ヨウイェンが上海の会社に勤務することが決まった。ルーウェイも会社に上海勤務の希望を出し、希望通り転勤できることに決まった矢先、ヨウイェンの父が事故に遭い、介護が必要になってしまう。上海に行くことを諦めるヨウイェン。ルーウェイは、退職かそのまま上海に転勤するか迫られてしまう。
プランA：上海に転勤し遠距離恋愛をする、プランB：会社を辞め台湾に残る。ルーウェイの二つの選択。どちらが幸せで、どちらが正しかったのか。

## エピソード・サブタイトル
全12話
| 各話   | サブタイトル |
| ------ | ------------ |
| 第1話  | 転機         |
| 第2話  | 突然         |
| 第3話  | 選択         |
| 第4話  | 葛藤         |
| 第5話  | 別離         |
| 第6話  | 転換         |
| 第7話  | 疑惑         |
| 第8話  | 究極         |
| 第9話  | 約束         |
| 第10話 | 運命         |
| 第11話 | 回想         |
| 第12話 | 再会         |

## キャスト
| 役名                          | 俳優名                        | 役柄                                         |
| ----------------------------- | ----------------------------- | -------------------------------------------- |
| ジェン・ルーウェイ （鄭如薇） | 楊丞琳 （レイニー・ヤン）     | 即席麺の会社で働く                           |
| タン・ヨウイェン （湯有彦）   | 顏毓麟 （ヤン・ユーリー）     | 建築事務所で働く                             |
| ロン・イーチャオ （容亦超）   | 路斯明 （ジョニー・ルー）     | ルーウェイの転勤先の会社の社長               |
| タン・ダーガン （湯德剛）     | 張復建 （ジャン・フージェン） | ヨウイェンの父                               |
| チョウ・ヤーチン （周亞青）   | 陳季霞 （チェン・チーシャー） | ヨウイェンの母                               |
| チャンさん （張姐）           | 謝盈萱 （シェ・インシュエン） | ルーウェイの上司                             |
| タン・ヨウシャン （湯有珊）   | 林意箴 （リン・イージェン）   | ヨウイェンの妹、アメリカに住んでいたが帰国   |
| ガオ・メイユー （高美瑜）     | 范宸菲 （リシエ・ファン）     | ヨウイェンに仕事を依頼した施主               |
| チャオ・ホイ （趙輝）         | 吳岳擎 （ウー・ユエジー）     | ルーウェイと一緒に上海でレストランを開業する |

## スタッフ
- 監督 – 王小棣（ワン・シャオディ）
- 脚本 – 徐譽庭（シュー・ユーティン）

## 主題歌
オープニングテーマ
- 『年輪説』

歌 - 楊丞琳（レイニー・ヤン）
エンディングテーマ
- 『相愛的方法』

歌 - 楊丞琳（レイニー・ヤン）

## ソフトウェア

### DVD
発売元・販売元：コミックリズ
- 「恋の始まり　夢の終わり」（2018年1月6日）

## 日本国内放送局
| 放送地域 | 放送局               | 放送期間               | 放送日時                         | 放送系列 |
| -------- | -------------------- | ---------------------- | -------------------------------- | -------- |
| 日本全域 | アジアドラマチックTV | 2017年2月4日 - 3月12日 | 毎週土・日曜 17時30分 - 18時30分 | CS放送   |
| 日本全域 | BS11                 | 2018年6月3日 - 8月19日 | 毎週日曜 4時00分 - 5時00分       | BS放送   |